# Bata Bual
Bata Bual är ett distrikt i Indonesien.   Det ligger i provinsen Moluckerna, i den östra delen av landet, 2 300 km öster om huvudstaden Jakarta. Bata Bual ligger på ön Pulau Buru.